# منتخب ألمانيا لسباعيات الرغبي للسيدات
منتخب ألمانيا الوطني لسباعيات الرغبي للسيدات هو ممثل ألمانيا الرسمي في المنافسات الدولية في سباعيات الرغبي للسيدات.